# Emma Snerle
Emma Strøm Snerle (født 23. marts 2001 i Dronninglund, Danmark) er en kvindelig dansk fodboldspiller, der spiller for angriber West Ham United i FA Women's Super League og Danmarks kvindefodboldlandshold. Hun har tidligere haft stor succes på diverse ungdomslandshold, hvor hun har været en bærende spiller for holdene.
Hun har siden maj 2017, optrådt som en fast del af startopstillingen i Fortuna Hjørring, efter hun fik sin debut som blot 16-årig. Hun forlængede hendes kontrakt med Fortuna Hjørring i april 2019 frem til 2022. I januar 2022 skiftede hun til den engelske storklub West Ham United, frem til sommeren 2024.
Snerle fik debut på det danske A-landshold d. 21 januar 2019, mod Finland. Hun scorede sit første mål for landsholdet den 21. september 2021 i 8-0 sejr i VM-kvalifikationskampen mod Aserbajdsjan.
Hun blev kåret til Årets kvindelige talent i 2019 af Dansk Boldspil-Union.

## Meritter

### Fortuna Hjørring
- Elitedivisionen 
  - Guld (2) : 2017-18, 2019/2020
  - Sølv (1) : 2018-19
  - Bronze (1) : 2020-21
- Sydbank Pokalen 
  - Guld (1) : 2019